# Kriegerpad
Kriegerpad ist der Name für einen Abschnitt einer Altstraße, die seit der Bronzezeit die Niederlande mit der mittleren Ems und (über den Folkweg) mit der mittleren Weser verband und in die Lüneburger Heide weiterlief. Dieser Abschnitt verläuft weitgehend auf der Trasse der heute Kriegerdamm genannten Straße zwischen dem Ortsteil Osterlindern der Gemeinde Lindern und dem Ortsteil Ermke der Gemeinde Molbergen. Beide Gemeinden liegen im niedersächsischen Landkreis Cloppenburg. Weitere, im Osten des Kriegerpads gelegene, heute noch existierende Teilstücke der Altstraße sind der Herzog-Erich-Weg und der Reuterweg.
Da der Kriegerpad in der Nähe der Grenze der Einzugsbereiche von Leda und Hase verläuft und sich dadurch längere Zeit in trockenem Zustand befindet als die tiefer gelegenen Gebiete, wurde er als Handelsstraße und als Heerweg benutzt. Dem letztgenannten Umstand verdankt er seinen Namen.